# Liste der Baudenkmale in Upgant-Schott
Die Liste der Baudenkmale in Upgant-Schott enthält die nach dem Niedersächsischen Denkmalschutzgesetz geschützten Baudenkmale in der ostfriesischen Gemeinde Upgant-Schott. Die Quelle der Baudenkmale ist der Denkmalatlas Niedersachsen. Der Stand der Liste ist der 9. April 2024.

## Allgemein
In den Spalten befinden sich folgende Informationen:
- Lage: die Adresse des Baudenkmales und die geographischen Koordinaten. Kartenansicht, um Koordinaten zu setzen. In der Kartenansicht sind Baudenkmale ohne Koordinaten mit einem roten Marker dargestellt und können in der Karte gesetzt werden. Baudenkmale ohne Bild sind mit einem blauen Marker gekennzeichnet, Baudenkmale mit Bild mit einem grünen Marker.
- Bezeichnung: Bezeichnung des Baudenkmales
- Beschreibung: die Beschreibung des Baudenkmales. Unter § 3 Abs. 2 NDSchG werden Einzeldenkmale und unter § 3 Abs. 3 NDSchG Gruppen baulicher Anlagen und deren Bestandteile ausgewiesen.
- ID: die Objekt-ID des Baudenkmales
- Bild: ein Bild des Baudenkmales, ggf. zusätzlich mit einem Link zu weiteren Fotos des Baudenkmals im Medienarchiv Wikimedia Commons. Wenn man auf das Kamerasymbol klickt, können Fotos zu Baudenkmalen aus dieser Liste hochgeladen werden:

## Siegelsum
| Lage                                   | Bezeichnung | Beschreibung                                                                                        | ID       | Bild           |
| -------------------------------------- | ----------- | --------------------------------------------------------------------------------------------------- | -------- | -------------- |
| Karkpad 16 53° 29′ 52″ N, 7° 17′ 8″ O  | Kirche      | Einschiffiger Saalbau von 1822 aus Backsteinmaterial des Vorgängerbaus. Glockenturm aus dem 15. Jh. | 34688092 | Weitere Bilder |
| Karkpad 16 53° 29′ 53″ N, 7° 17′ 8″ O  | Friedhof    | | 34688891 | BW             |
| Karkpad 16 53° 29′ 52″ N, 7° 17′ 10″ O | Kirchwurt   | | 34688630 | BW             |

## Upgant-Schott
| Lage                                             | Bezeichnung                     | Beschreibung | ID       | Bild           |
| ------------------------------------------------ | ------------------------------- | --- | -------- | -------------- |
| Mühlenloog 38 53° 30′ 57″ N, 7° 16′ 19″ O        | Gulfhaus (Müllerhaus)           | | 34688164 | BW             |
| Mühlenloog 40 53° 30′ 55″ N, 7° 16′ 17″ O        | Upganter Windmühle              | 3-stöckiger Galerieholländer auf polygonalem Grundriss. Rumpf in Backsteinmauerwerk, Aufbau blechverkleidet. 1880; 1934 nach Brand wieder aufgebaut.                               | 34688190 |                |
| Mühlenloog 40 53° 30′ 56″ N, 7° 16′ 17″ O        | Lagergebäude                    | Kleiner Backsteinbau unter Flachdach, um 1900. | 34688217 | BW             |
| Osterupganter Straße 6 53° 31′ 6″ N, 7° 17′ 0″ O | Gulfhaus (Hof Ulferts Börg)     | Kreuzelwerk m. urspr. freistehendem Steinhaus, Anfang 16. Jh. Mittelflügel mit Sandsteinportal. Seitlich versetzter Gulfscheunenanbau.                                             | 34688276 | Weitere Bilder |
| Osterupganter Straße 6 53° 31′ 3″ N, 7° 17′ 5″ O | Garten                          | | 34688739 | BW             |
| Schiffsleidingsweg 4 53° 30′ 56″ N, 7° 16′ 15″ O | Landarbeiterhaus (Einraum-Kate) | | 34688249 |                |
| Schottjer Straße 20 53° 30′ 38″ N, 7° 15′ 57″ O  | Doppelwohnhaus                  | Traufseitig zur Straße stehendes 2-gesch. Wohnteil eines ehem. Wohn-/ Wirtschaftsgebäudes. OG Blockrahmen-Fenster. 1804 erbaut. Rückseitiger Gulfscheunen-Anbau 1997 abgebrochen.  | 34688334 | BW             |
| Upganter Straße 5 53° 30′ 57″ N, 7° 16′ 54″ O    | Gulfhaus                        | 2-gesch. Wohnteil mit Upkammer. EG in klosterformatigem Backsteinmauerwerk. Wirtschaftsteil erneuert mit ansprechender Gliederung. 1819.                                           | 34688361 | BW             |
| Upganter Straße 11 53° 30′ 54″ N, 7° 16′ 52″ O   | Gulfhaus (Gut Wenkebach)        | Urspr. freistehendes 2-gesch. Wohnhaus von 1748; erweitert im 19. Jh. mit Scheunenanbau. 1910 nach Brand Wiederaufbau. Einfahrtsportal. Verwilderter Garten mit altem Baumbestand. | 34688393 | BW             |
| Upganter Straße 11 53° 30′ 54″ N, 7° 16′ 55″ O   | Garten                          | | 34688771 | BW             |
| Upganter Straße 61 53° 30′ 41″ N, 7° 16′ 16″ O   | "Haneburg"                      | | 34688427 | BW             |
| Wilde-Äcker-Weg 2 53° 31′ 3″ N, 7° 16′ 58″ O     | Gulfhaus (Hof Ulferts)          | Wi-Teil unter Vollwalm. Wohnteil mit Upkammer. Durchlaufendes Ständergerüst. Kellerstube und Keller original erhalten. 1771.                                                       | 34688454 | BW             |
| Wilde-Äcker-Weg 2 53° 31′ 4″ N, 7° 16′ 56″ O     | Hofraum                         | | 34688656 | BW             |
| Wilde-Äcker-Weg 2 53° 31′ 3″ N, 7° 16′ 59″ O     | Baumbestand                     | | 34688590 | BW             |
| Wirdumer Straße 2a 53° 30′ 1″ N, 7° 14′ 50″ O    | Gulfhaus                        | Mit unterkellertem Wohnteil. Giebelbekrönung und Traufsteine. Im Kern wohl noch 18. Jh.; Wi-Teil und zurückliegende Gulfscheune um 1900.                                           | 34688488 | BW             |
| Wirdumer Straße 4 53° 29′ 45″ N, 7° 14′ 42″ O    | Gulfhaus                        | Backsteinwände des Wohnteils im Klosterformat. Upkammer im Nordwesten. Wappenstein und Inschriftentafel 1717; Wi-Teil von 1869.                                                    | 34688513 | BW             |